# Сарисуський район
Сарису́ський район (каз. Сарысу ауданы, рос. Сарысуский район) — район у складі Жамбильської області Казахстану. Адміністративний центр — місто Жанатас.

## Історія
Сари-Суйський район утворено 1928 року з центром у селі Байкадам. 17 грудня 1930 року перейшов у пряме підпорядкування республіці.
10 березня 1932 року район увійшов до складу новоствореної Карагандинської області.
22 лютого 1933 року Сара-Суйський район передано до складу Південноказахстанської області.

## Населення
Населення — 43538 осіб (2021; 41105 у 2009, 48594 у 1999, 81192 у 1989).

## Склад
До складу району входять 9 сільських округів та 1 міська адміністрація:
| Поселення                       | Площа, км² | Населення, осіб (1989) | Населення, осіб (1999) | Населення, осіб (2009) | Населення, осіб (2021) | Центр               | Населені пункти |
| ------------------------------- | ---------- | ---------------------- | ---------------------- | ---------------------- | ---------------------- | ------------------- | --------------- |
| Жанатаська міська адміністрація | -          | 53401                  | 25927                  | 20731                  | 25018                  | Жанатас             | 1               |
| Байкадамський сільський округ   | -          | 7377                   | 5864                   | 5313                   | 5275                   | Саудакент           | 1               |
| Досбольський сільський округ    | 652,73     | 1308                   | 649                    | 804                    | 640                    | Досбол              | 4               |
| Жайилминський сільський округ   | 3488,82    | 4370                   | 3902                   | 3621                   | 3123                   | Жайилма             | 4               |
| Жанаарицький сільський округ    | 809,91     | 1795                   | 1761                   | 1659                   | 1526                   | Узакбай Сиздикбаєва | 2               |
| Жанаталапський сільський округ  | 796,25     | 1782                   | 1896                   | 1489                   | 1522                   | Жанаталап           | 2               |
| Ігліцький сільський округ       | 844,03     | 3089                   | 2581                   | 2627                   | 2478                   | Ондіріс             | 2               |
| Камкалинський сільський округ   | 10718,45   | 3608                   | 2287                   | 1158                   | 868                    | Шиганак             | 3               |
| Тогизкентський сільський округ  | 2723,16    | 2313                   | 1958                   | 1891                   | 1686                   | Тогизкент           | 3               |
| Туркестанський сільський округ  | 496,33     | 2149                   | 1769                   | 1575                   | 1402                   | Ашира Буркітбаєва   | 3               |

## Найбільші населені пункти
Населені пункти з чисельністю населення понад 1000 осіб:
| № | Населений пункт | Населення, осіб (1989) | Населення, осіб (1999) | Населення, осіб (2009) | Населення, осіб (2021) |
| - | --------------- | ---------------------- | ---------------------- | ---------------------- | ---------------------- |
| 1 | Жанатас         | 53401                  | 25927                  | 20731                  | 25018                  |
| 2 | Саудакент       | 7203                   | 5864                   | 5313                   | 5275                   |
| 3 | Жайилма         | 1390                   | 2791                   | 2695                   | 2294                   |
| 4 | Тогизкент       | 1745                   | 959                    | 1455                   | 1481                   |
| 5 | Ігілік          | 1388                   | 1217                   | 1301                   | 1306                   |
| 6 | Ондіріс         | 1603                   | 1364                   | 1326                   | 1172                   |